# 과학적 합의
과학적 총의(科學的總意, scientific consensus)는 특정 분야에 관한 과학자 공동체의 집합적 판단, 입장, 의견이다. 여기서 총의란 일반적 합의이며, 반드시 만장일치일 필요는 없다.

## 같이 보기
- 권위에 호소하는 논증
- 합의 의사결정
- 합의된 실재
- 변두리 이론
- 패러다임
- 사전예방원칙